# Carola Möller
Carola Möller, geborene Brenner (* 9. Oktober 1929 in Bonn), ist eine deutsche Soziologin.

## Leben
Carola Möller, geborene Brenner, wurde am 9. Oktober 1929 in Bonn geboren. 1950, nach der Schulzeit, studierte sie Volkswirtschaft und Soziologie in Bonn und Köln („Es gab außer mir nur noch eine Studentin, und sonst nur Männer, also genau das richtige Fach“). Nach dem Studium wurde sie Geschäftsführerin im elterlichen Bauunternehmen. 1965 promovierte sie bei René König mit dem Thema „Über die Arbeits- und Lebensbedingungen ungelernter Fabrikarbeiterinnen“. 1966 wurde sie Mitglied der Gewerkschaft IG Druck und Papier. Ab 1968 war sie an René Königs Institut zur Erforschung sozialer Chancen tätig und engagierte sich in der Frauenbewegung. 1975 war sie Mitbegründerin des ersten Frauenhauses in Köln. 1983 wechselte sie ans Hamburger Institut für Sozialforschung. 1996 gründete sie ihre eigene Stiftung „Fraueninitiative“. In einer ihrer letzten Arbeiten „Immaterielle Arbeit – die neue Dominante in der Wertschöpfungskette“ (2012) gibt sie einen präzisen Zustandsbericht zur globalisierten Gesellschaft des 21. Jahrhunderts. Carola Möller ist die jüngere Schwester der Literaturwissenschaftlerin Hildegard Brenner.

## Veröffentlichungen
- Über die Arbeitssituation von ungelernten Arbeiterinnen, Köln 1965.
- Die Einfügung der ungelernten Jungarbeiterin in den industriellen Arbeitsprozess, Meisenheim am Glan 1966.
- Gesellschaftliche Funktionen der Konsumwerbung, Stuttgart 1970.
- Frauenarmut, Berlin 1985.
- Flexibel in die Armut. Empirische Unters. u. theoret. Verortung ungeschützter Arbeitsverhältnisse, Hamburg 1988.
- Lebens- und Arbeitsbedingungen von Frauen in Hessen, Wiesbaden 1990.
- Wirtschaften für das „gemeine Eigene“. Handbuch zum gemeinwesenorientierten Wirtschaften, Berlin 1997.
- Carola Möller, Wirtschaften: wie und wofür? 1998.
- Carola Möller. Eine feministisch-ökonomische Vordenkerin, Ausgewählte Schriften und Vorträge 1966–1999, Sulzbach 1999.
- Dissidente Praktiken: Erfahrungen mit herrschafts- und warenkritischer Selbstorganisation, Sulzbach 2006.
- Immaterielle Arbeit – die neue Dominante in der Wertschöpfungskette, 2012.